# Hierophis cypriensis
Hierophis cypriensis är en ormart som beskrevs av Schätti 1985. Hierophis cypriensis ingår i släktet Hierophis och familjen snokar. Inga underarter finns listade i Catalogue of Life.
Arten förekommer endemisk på västra Cypern. Den lever i kulliga områden och i bergstrakter mellan 500 och 1400 meter över havet. Individer hittas ofta vid vattenansamlingar i områden med buskar som ligger bredvid skogar. Denna orm har groddjur som föda. Honor lägger ägg.
Många exemplar dödas av lokalbefolkningen och av besökare som inte vill ha ormar i sin närhet. Ett annat hot är skogsavverkningar och andra landskapsförändringar. Hierophis cypriensis är allmänt sällsynt och populationen minskar. IUCN kategoriserar arten globalt som starkt hotad.